# Associazione Calcio Milan 2024-2025
Questa voce raccoglie le informazioni riguardanti l'Associazione Calcio Milan nelle competizioni ufficiali della stagione sportiva 2024-2025.

## Stagione

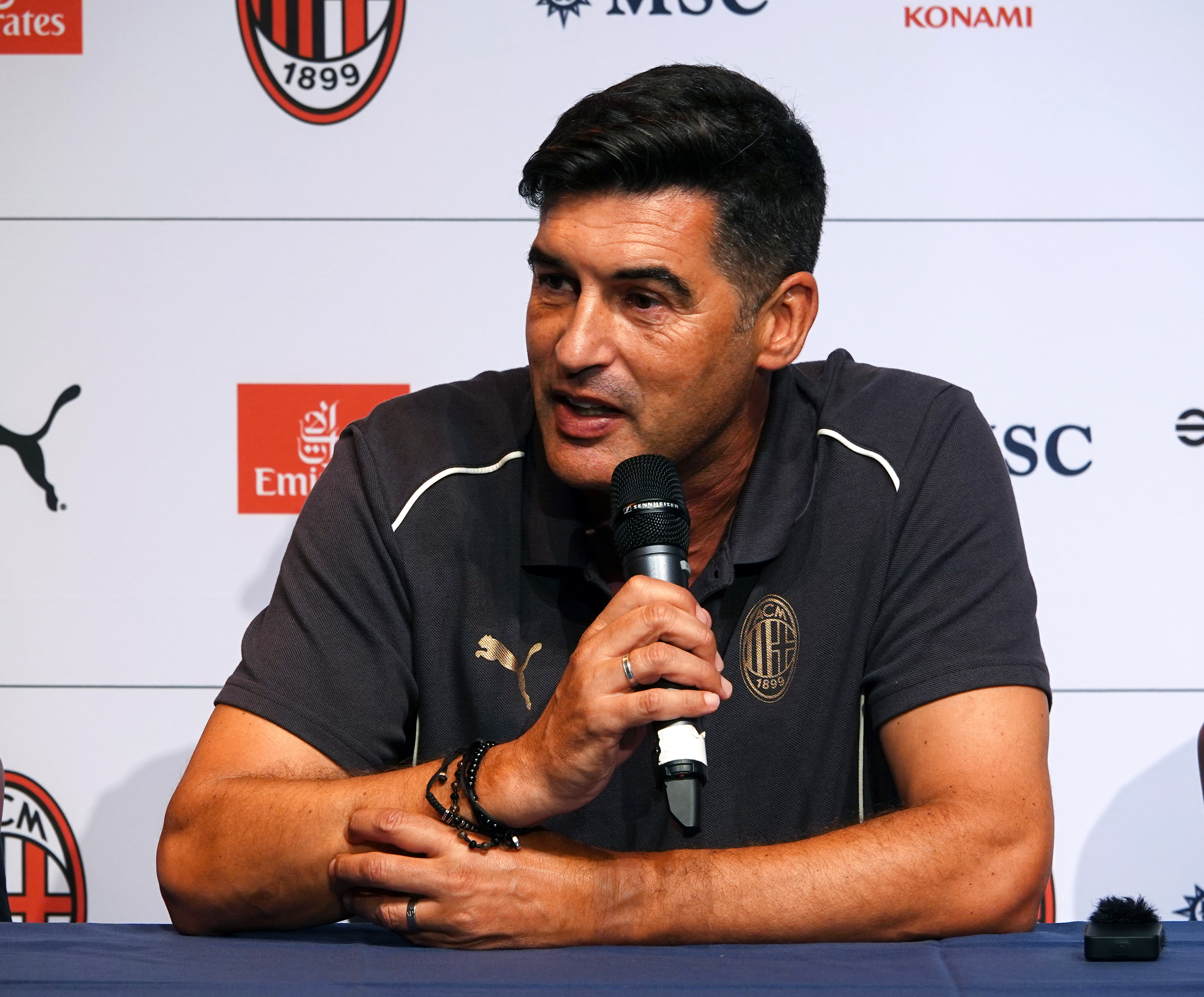
Paulo Fonseca, scelto in estate come sostituto di Stefano Pioli sulla panchina rossonera, viene esonerato dopo appena sei mesi.

Dopo cinque anni, il Milan saluta Stefano Pioli e inizia un nuovo corso con Paulo Fonseca. I rossoneri rinforzano la difesa con gli arrivi di Emerson Royal dal Tottenham e Pavlović dal Salisburgo; arrivano anche il centrocampista Fofana dal Monaco e gli attaccanti Morata dall'Atlético Madrid e Abraham dalla Roma. A lasciare sono il difensore Kalulu e i centrocampisti Adli e Pobega, i quali vengono ceduti rispettivamente alla Juventus, alla Fiorentina e al Bologna. Infine Mirante, Caldara, Kjær e Giroud non rinnovano il proprio contratto e salutano il club.
In campionato i rossoneri hanno sin dall'inizio un andamento discontinuo, trovandosi presto lontani dalla vetta, pur riuscendo a sconfiggere per 2-1 l'Inter nel derby del 22 settembre 2024. Il 30 dicembre successivo, dopo il pareggio casalingo per 1-1 con la Roma, la società decide di sollevare dall'incarico Fonseca, con la squadra in quel momento all'8º posto in classifica e distante 14 punti dalla vetta. A sostituire il portoghese è il connazionale Sérgio Conceição.
Nel mercato invernale i rossoneri cedono Morata al Galatasaray dopo metà stagione e acquistano Giménez dal Feyenoord. Inoltre si rinforzano con gli arrivi del difensore Walker dal Manchester City, del centrocampista Bondo dal Monza e degli attaccanti João Félix e Sottil, rispettivamente dal Chelsea e dalla Fiorentina, assicurandosi così l'attacco più forte d'Europa. Dalle giovanili viene inserito stabilmente in prima squadra il difensore spagnolo Jiménez mentre salutano il difensore Calabria, il centrocampista Bennacer e l'attaccante Okafor. Il portiere francese Maignan viene designato come nuovo capitano.

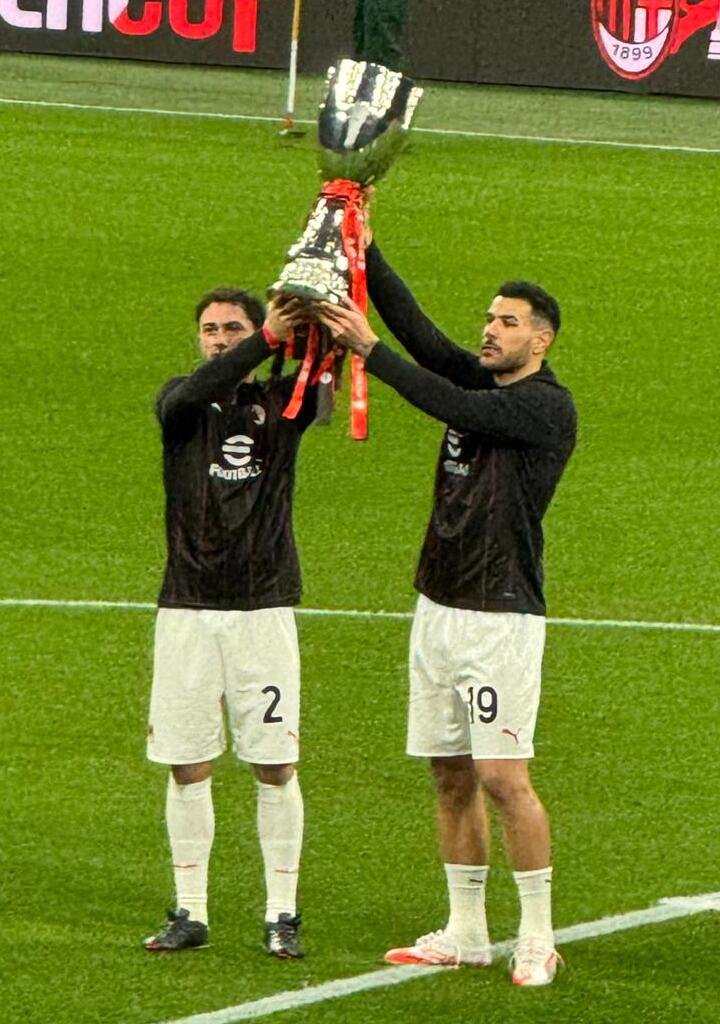
Calabria ed Hernández mostrano ai tifosi a San Siro la Supercoppa italiana vinta pochi giorni prima in Arabia Saudita.

Nel girone di ritorno i ragazzi di Conceição continuano il loro cammino altalenante, complice anche un clima di forte contestazione da parte della tifoseria rossonera nei confronti della società. Il campionato vede il Milan chiudere all'8° posto con 63 punti e dopo sei anni torna a non qualificarsi per le coppe europee.
In UEFA Champions League, dopo due sconfitte iniziali contro il Liverpool e il Bayer Leverkusen, il Milan inanella una serie di quattro successi consecutivi (striscia che non si verificava da 19 anni), battendo  Club Bruges, Slovan Bratislava, Stella Rossa e soprattutto il Real Madrid per 3-1 al Bernabéu, e a due giornate dalla fine della fase campionato è in piena corsa per la qualificazione diretta agli ottavi di finale. Ma dopo la vittoria contro il Girona, all'ultima giornata arriva la sconfitta con la Dinamo Zagabria che preclude l'obiettivo. Negli spareggi il Milan viene eliminato dal Feyenoord, che si impone per 1-0 a Rotterdam prima di pareggiare 1-1 a San Siro.
In Coppa Italia i rossoneri raggiungono la finale dopo aver eliminato il Sassuolo negli ottavi, la Roma ai quarti e l'Inter in semifinale con un netto 3-0 nella gara di ritorno dopo l'1-1 all'andata. Tuttavia nell'ultimo atto della competizione allo Stadio Olimpico di Roma, il Milan viene sconfitto per 1-0 dal Bologna.
Le uniche soddisfazioni stagionali arrivano in Supercoppa italiana. Dopo aver battuto la Juventus per 2-1 in semifinale, il 6 gennaio 2025 i rossoneri battono l'Inter per 3-2 in finale, conquistando la coppa per l'ottava volta nella loro storia. Il trofeo vinto a Riyad arriva dopo appena 7 giorni dall'insediamento di Conceição sulla panchina rossonera, un record assoluto nella storia del club.
A stagione conclusa, il 29 maggio 2025, Conceição viene sollevato dall'incarico di allenatore del Milan.

## Divise e sponsor
Lo sponsor tecnico per la stagione 2024-2025 è Puma, mentre lo sponsor ufficiale è Emirates Fly Better. Sulle maglie compare anche lo sleeve sponsor MSC Crociere ed il back sponsor Bitpanda, mentre il training wear partner è Konami. Come nella stagione precedente, nelle coppe europee, in luogo del back sponsor, è presente il logo di Fondazione Milan.
Il 15 dicembre 2024, in occasione della gara casalinga contro il Genoa, i calciatori rossoneri hanno indossato l'Anniversary Kit, ovvero la maglia celebrativa per i 125 anni dalla fondazione del Club. La divisa, prodotta in edizione limitata e realizzata tramite un sondaggio web tra i tifosi del Milan, presenta le iconiche strisce rossonere larghe di egual misura, i pantaloncini bianchi, i calzettoni neri, e priva di sponsor. Lo stemma sulla maglietta richiama il primo emblema ufficiale risalente alla sua fondazione come Milan Football & Cricket Club.
Il 9 maggio 2025, in occasione della gara casalinga contro il Bologna, i calciatori rossoneri sono scesi in campo portando sulle spalle il cognome materno invece di quello solitamente indossato, nell'occasione della festa della mamma.
Eccezionalmente, nella 38ª e ultima gara del campionato di Serie A, il 24 maggio contro il Monza, il Milan ha indossato la divisa casalinga della stagione 2025-2026; lo stesso è avvenuto per l'uniforme riservata ai portieri.
| Casa | Casa (38ª Serie A) | Trasferta | Terza divisa | Quarta divisa | Quarta divisa | 125 anni |

| 1ª div. portiere | 1ª div. portiere (38ª Serie A) | 2ª div. portiere | 3ª div. portiere |

## Organigramma societario
Dal sito internet ufficiale della società.
Consiglio di amministrazione
- CdA: Paolo Scaroni, Giorgio Furlani, Stefano Cocirio, Gerry Cardinale, Randy Levine, Robert Klein, Kevin LaForce, Gordon Singer, Mark Dowley, Riccardo Stefanelli, Alfredo Craca
- CdA (dal 23 gennaio 2025): Paolo Scaroni, Giorgio Furlani, Stefano Cocirio, Gerry Cardinale, Randy Levine, Robert Klein, Gordon Singer, Mark Dowley, Riccardo Stefanelli, Alfredo Craca, David Castelblanco, Dominic Mitchell
- Collegio sindacale: Franco Carlo Papa (presidente), Luca Sala (sindaco supplente), Alessandro Ceriani (sindaco supplente), Cesare Ciccolini, Alberto Dello Strologo

Area direttiva
- Presidente: Paolo Scaroni
- Vice presidente onorario: Franco Baresi
- Amministratore delegato: Giorgio Furlani
- Assistente dell'amministrazione: Hendrik Almstadt
- Direttore sportivo: Antonio D'Ottavio (fino al 10 dicembre 2024), poi Igli Tare (dal 26 maggio 2025)
- Diretto tecnico: Geoffrey Moncada

Area organizzativa
- Segretaria generale: Virna Bonfanti
- Direttrice legale: Francesca Muttini
- Direttrice delle risorse umane: Agata Frigerio
- Direttore stadio e responsabile accessibilità: Marco Lomazzi
- Direttore informatico: Maurizio Bonomi

Area comunicazione
- Responsabile: Pier Donato Vercellone
- Digital, media & The Studios director: Lamberto Siega

Area marketing
- Chief financial officer: Stefano Cocirio
- Chief business officer: Roberto Masi
- Chief revenue officer: Casper Stylsvig
- Head of football commercial operations: Lorenzo Libutti
- Direttore commerciale: Maikel Oettle
- Direttore finanziario e amministrativo: Aldo Savi
- Direttore marketing e CRM: Peter Morgan
- Direttore acquisti e amministrazione: Angela Zucca
- Retail, licensing & e-commerce director: Valerio Rocchetti
- Venue commercial director: Alessandro Zissis Bernacchi

Area tecnica
- Allenatore: Paulo Fonseca (fino al 30 dicembre 2024), Sérgio Conceição
- Allenatore in seconda: Tiago Leal (fino al 30 dicembre 2024), Siramana Dembélé
- Collaboratore tecnico: Paulo Ferreira (fino al 30 dicembre 2024)
- Preparatori dei portieri: Antonio Ferreira, Tony Roberts
- Match analyst: Nelson Duarte (fino al 30 dicembre 2024), Igor Quaia, Giorgio Tenca, Francesco Calone
- Team manager: Alberto Marangon
- Preparatori atletici: Paulo Mourão, Filippo Nardi

Area sanitaria
- Responsabile: Stefano Mazzoni
- Medico sociale: Dario Donato, Lucio Genesio
- Scienziato sport: Marco Luison

## Rosa
Rosa e numerazione aggiornate al 3 febbraio 2025.
| N. |                        | Ruolo | Calciatore              |
| -- | ---------------------- | ----- | ----------------------- |
| 2  | Italia (bandiera)      | D     | Davide Calabria         |
| 4  | Algeria (bandiera)     | C     | Ismaël Bennacer         |
| 7  | Spagna (bandiera)      | A     | Álvaro Morata           |
| 7  | Messico (bandiera)     | A     | Santiago Giménez        |
| 8  | Inghilterra (bandiera) | C     | Ruben Loftus-Cheek      |
| 9  | Serbia (bandiera)      | A     | Luka Jović              |
| 10 | Portogallo (bandiera)  | A     | Rafael Leão             |
| 11 | Stati Uniti (bandiera) | C     | Christian Pulisic       |
| 14 | Paesi Bassi (bandiera) | C     | Tijjani Reijnders       |
| 16 | Francia (bandiera)     | P     | Mike Maignan (capitano) |
| 17 | Svizzera (bandiera)    | A     | Noah Okafor             |
| 18 | Italia (bandiera)      | C     | Kevin Zeroli            |
| 19 | Francia (bandiera)     | D     | Theo Hernández          |
| 20 | Spagna (bandiera)      | D     | Álex Jiménez            |
| 21 | Nigeria (bandiera)     | A     | Samuel Chukwueze        |
| 22 | Brasile (bandiera)     | D     | Emerson Royal           |
| 23 | Inghilterra (bandiera) | D     | Fikayo Tomori           |
| 24 | Italia (bandiera)      | D     | Alessandro Florenzi     |

| N. |                        | Ruolo | Calciatore          |
| -- | ---------------------- | ----- | ------------------- |
| 28 | Germania (bandiera)    | D     | Malick Thiaw        |
| 29 | Francia (bandiera)     | C     | Youssouf Fofana     |
| 30 | Italia (bandiera)      | C     | Mattia Liberali     |
| 31 | Serbia (bandiera)      | D     | Strahinja Pavlović  |
| 32 | Inghilterra (bandiera) | D     | Kyle Walker         |
| 33 | Italia (bandiera)      | D     | Davide Bartesaghi   |
| 38 | Francia (bandiera)     | C     | Warren Bondo        |
| 42 | Italia (bandiera)      | D     | Filippo Terracciano |
| 46 | Italia (bandiera)      | D     | Matteo Gabbia       |
| 56 | Belgio (bandiera)      | C     | Alexis Saelemaekers |
| 57 | Italia (bandiera)      | P     | Marco Sportiello    |
| 73 | Italia (bandiera)      | A     | Francesco Camarda   |
| 77 | Italia (bandiera)      | A     | Bob Murphy Omoregbe |
| 79 | Portogallo (bandiera)  | A     | João Félix          |
| 80 | Stati Uniti (bandiera) | C     | Yunus Musah         |
| 90 | Inghilterra (bandiera) | A     | Tammy Abraham       |
| 96 | Italia (bandiera)      | P     | Lorenzo Torriani    |
| 99 | Italia (bandiera)      | A     | Riccardo Sottil     |

## Calciomercato

### Sessione estiva(dall'1/7 al 30/8)
| Acquisti         | Acquisti            | Acquisti          | Acquisti                                     |
| R.               | Nome                | da                | Modalità                                     |
| ---------------- | ------------------- | ----------------- | -------------------------------------------- |
| D                | Strahinja Pavlović  | Salisburgo        | definitivo (18 milioni €)                    |
| D                | Emerson Royal       | Tottenham         | definitivo (15 milioni €)                    |
| C                | Youssouf Fofana     | Monaco            | definitivo (20 milioni €)                    |
| C                | Alexis Saelemaekers | Bologna           | fine prestito                                |
| A                | Álvaro Morata       | Atlético Madrid   | definitivo (13 milioni €)                    |
| A                | Tammy Abraham       | Roma              | prestito                                     |
| Altre operazioni |                     |                   |                                              |
| R.               | Nome                | da                | Modalità                                     |
| P                | Devis Vásquez       | Ascoli            | fine prestito                                |
| D                | Fodé Ballo-Touré    | Fulham            | fine prestito                                |
| D                | Álex Jiménez        | Real Madrid       | diritto di riscatto esercitato (5 milioni €) |
| D                | Marco Pellegrino    | Salernitana       | fine prestito                                |
| C                | Luka Romero         | Almería           | fine prestito                                |
| A                | Lorenzo Colombo     | Monza             | fine prestito                                |
| A                | Marko Lazetić       | Fortuna Sittard   | fine prestito                                |
| A                | Divock Origi        | Nottingham Forest | fine prestito                                |
| A                | Chaka Traorè        | Palermo           | fine prestito                                |

| Cessioni         | Cessioni             | Cessioni         | Cessioni                                                 |
| R.               | Nome                 | a                | Modalità                                                 |
| ---------------- | -------------------- | ---------------- | -------------------------------------------------------- |
| P                | Antonio Mirante      |                  | svincolato                                               |
| D                | Mattia Caldara       |                  | svincolato                                               |
| D                | Pierre Kalulu        | Juventus         | prestito oneroso (3,3 milioni €) con diritto di riscatto |
| D                | Simon Kjær           |                  | svincolato                                               |
| D                | Jan-Carlo Simić      | Anderlecht       | definitivo (3 milioni €)                                 |
| C                | Yacine Adli          | Fiorentina       | prestito oneroso (1,5 milioni €) con diritto di riscatto |
| C                | Tommaso Pobega       | Bologna          | prestito con diritto di riscatto                         |
| C                | Alexis Saelemaekers  | Roma             | prestito                                                 |
| A                | Olivier Giroud       |                  | svincolato                                               |
| Altre operazioni |                      |                  |                                                          |
| R.               | Nome                 | a                | Modalità                                                 |
| P                | Devis Vásquez        | Empoli           | prestito con diritto di riscatto                         |
| D                | Marco Pellegrino     | Independiente    | prestito                                                 |
| C                | Rade Krunić          | Fenerbahçe       | obbligo di riscatto esercitato (3,5 milioni €)           |
| C                | Luka Romero          | Alavés           | prestito con diritto di riscatto                         |
| A                | Lorenzo Colombo      | Empoli           | prestito con diritto di riscatto                         |
| A                | Charles De Ketelaere | Atalanta         | diritto di riscatto esercitato (22 milioni €)            |
| A                | Marko Lazetić        | TSC Bačka Topola | prestito                                                 |
| A                | Daniel Maldini       | Monza            | definitivo (5 milioni €)                                 |
| A                | Emil Roback          | Muangthong Utd   | definitivo (0 €)                                         |

### Sessione invernale(dal 2/1 al 3/2)
| Acquisti         | Acquisti         | Acquisti        | Acquisti                                               |
| R.               | Nome             | da              | Modalità                                               |
| ---------------- | ---------------- | --------------- | ------------------------------------------------------ |
| D                | Kyle Walker      | Manchester City | prestito con diritto di riscatto                       |
| C                | Warren Bondo     | Monza           | definitivo (10 milioni €)                              |
| A                | João Félix       | Chelsea         | prestito oneroso (5,5 milioni €)                       |
| A                | Santiago Giménez | Feyenoord       | definitivo (32 milioni €)                              |
| A                | Riccardo Sottil  | Fiorentina      | prestito oneroso (1 milioni €) con diritto di riscatto |
| Altre operazioni |                  |                 |                                                        |
| R.               | Nome             | da              | Modalità                                               |
| D                | Marco Pellegrino | Independiente   | fine prestito                                          |
| C                | Luka Romero      | Alavés          | fine prestito                                          |

| Cessioni         | Cessioni         | Cessioni            | Cessioni                                                 |
| R.               | Nome             | a                   | Modalità                                                 |
| ---------------- | ---------------- | ------------------- | -------------------------------------------------------- |
| D                | Davide Calabria  | Bologna             | prestito                                                 |
| C                | Ismaël Bennacer  | Olympique Marsiglia | prestito oneroso (1 milioni €) con diritto di riscatto   |
| C                | Kevin Zeroli     | Monza               | prestito                                                 |
| A                | Álvaro Morata    | Galatasaray         | prestito oneroso (6 milioni €) con diritto di riscatto   |
| A                | Noah Okafor      | Napoli              | prestito oneroso (1,5 milioni €) con diritto di riscatto |
| Altre operazioni |                  |                     |                                                          |
| R.               | Nome             | a                   | Modalità                                                 |
| D                | Marco Pellegrino | Huracán             | prestito                                                 |
| C                | Luka Romero      | Cruz Azul           | definitivo (3,3 milioni €)                               |

## Risultati

### Serie A

#### Girone di andata
| Arbitro: | Maresca (Napoli) |

|                         |           |                             |
| Morata 89’ Okafor 90+5’ | Marcatori | 30’ (aut.) Thiaw 68’ Zapata |

| Arbitro: | Sacchi (Macerata) |

|                        |           |             |
| Man 2’ Cancellieri 77’ | Marcatori | 66’ Pulisic |

| Arbitro: | Massa (Imperia) |

|                         |           |                      |
| Castellanos 62’ Dia 66’ | Marcatori | 8’ Pavlović 72’ Leão |

| Arbitro: | Di Marco (Ciampino) |

|                                                               |           |  |
| Hernández 2’ Fofana 16’ Pulisic 25’ (rig.) Abraham 29’ (rig.) | Marcatori |  |

| Arbitro: | Mariani (Aprilia) |

|             |           |                        |
| Dimarco 28’ | Marcatori | 10’ Pulisic 89’ Gabbia |

| Arbitro: | Zufferli (Udine) |

|                                      |           |  |
| Morata 38’ Hernández 41’ Pulisic 43’ | Marcatori |  |

| Arbitro: | Pairetto (Nichelino) |

|                          |           |             |
| Adli 35’ Guðmundsson 73’ | Marcatori | 60’ Pulisic |

| Arbitro: | Chiffi (Padova) |

|               |           |  |
| Chukwueze 13’ | Marcatori |  |

| Arbitro: | Mariani (Aprilia) |

|                      |           |          |
| Castro 48’ Ndoye 82’ | Marcatori | 43’ Leão |

| Arbitro: | Colombo (Como) |

|  |           |                              |
|  | Marcatori | 5’ Lukaku 43’ K'varatskhelia |

| Arbitro: | Feliciani (Teramo) |

|  |           |               |
|  | Marcatori | 43’ Reijnders |

| Arbitro: | Fabbri (Ravenna) |

|                          |           |                           |
| Zortea 2’ Zappa 53’, 89’ | Marcatori | 15’, 40’ Leão 69’ Abraham |

| Milano 23 novembre 2024, ore 18:00 CET 13ª giornata | Milan           | 0 – 0 referto | Juventus | Stadio Giuseppe Meazza (75 502 spett.)\| Arbitro: \| Chiffi (Padova) \| |
| Arbitro:                                            | Chiffi (Padova) |               |          |                                                                         |

| Arbitro: | Dionisi (L'Aquila) |

|                               |           |  |
| Morata 19’ Reijnders 44’, 69’ | Marcatori |  |

| Arbitro: | La Penna (Roma 1) |

|                              |           |            |
| De Ketelaere 12’ Lookman 87’ | Marcatori | 22’ Morata |

| Milano 15 dicembre 2024, ore 20:45 CET 16ª giornata | Milan                    | 0 – 0 referto | Genoa | Stadio Giuseppe Meazza (70 078 spett.)\| Arbitro: \| Guida (Torre Annunziata) \| |
| Arbitro:                                            | Guida (Torre Annunziata) |               |       |                                                                                  |

| Arbitro: | Marinelli (Tivoli) |

|  |           |               |
|  | Marcatori | 56’ Reijnders |

| Arbitro: | Fabbri (Ravenna) |

|               |           |            |
| Reijnders 16’ | Marcatori | 23’ Dybala |

| Arbitro: | Manganiello (Pinerolo) |

|          |           |                        |
| Diao 60’ | Marcatori | 71’ Hernández 76’ Leão |

#### Girone di ritorno
| Arbitro: | Fourneau (Roma 1) |

|            |           |            |
| Morata 51’ | Marcatori | 55’ Zortea |

| Arbitro: | Massa (Imperia) |

|                       |           |  |
| Mbangula 59’ Weah 64’ | Marcatori |  |

| Arbitro: | Abisso (Palermo) |

|                                                    |           |                              |
| Pulisic 38’ (rig.) Reijnders 90+2’ Chukwueze 90+5’ | Marcatori | 24’ Cancellieri 80’ Delprato |

| Arbitro: | Chiffi (Padova) |

|               |           |               |
| Reijnders 45’ | Marcatori | 90+3’ De Vrij |

| Arbitro: | Pairetto (Nichelino) |

|  |           |                      |
|  | Marcatori | 68’ Leão 76’ Giménez |

| Arbitro: | Fourneau (Roma 1) |

|             |           |  |
| Giménez 75’ | Marcatori |  |

| Arbitro: | Sozza (Seregno) |

|                              |           |               |
| Thiaw 5’ (aut.) Gineitis 76’ | Marcatori | 74’ Reijnders |

| Arbitro: | Manganiello (Pinerolo) |

|               |           |                                 |
| Chukwueze 84’ | Marcatori | 28’ Zaccagni 90+8’ (rig.) Pedro |

| Arbitro: | Doveri (Roma 1) |

|                  |           |                                          |
| Krstović 7’, 59’ | Marcatori | 68’ (aut.) Gallo 73’ (rig.), 81’ Pulisic |

| Arbitro: | Marchetti (Ostia Lido) |

|                           |           |              |
| Pulisic 53’ Reijnders 75’ | Marcatori | 33’ Da Cunha |

| Arbitro: | Sozza (Seregno) |

|                        |           |           |
| Politano 2’ Lukaku 19’ | Marcatori | 84’ Jović |

| Arbitro: | Ayroldi (Molfetta) |

|                       |           |                          |
| Abraham 23’ Jović 64’ | Marcatori | 7’ (aut.) Thiaw 10’ Kean |

| Arbitro: | Sacchi (Macerata) |

|  |           |                                                   |
|  | Marcatori | 42’ Leão 45’ Pavlović 74’ Hernández 81’ Reijnders |

| Arbitro: | Piccinini (Forlì) |

|  |           |             |
|  | Marcatori | 62’ Éderson |

| Arbitro: | Manganiello (Pinerolo) |

|  |           |                          |
|  | Marcatori | 5’ Pulisic 90+6’ Giménez |

| Arbitro: | Collu (Cagliari) |

|             |           |                              |
| Vitinha 61’ | Marcatori | 76’ Leão 77’ (aut.) Frendrup |

| Arbitro: | Marinelli (Tivoli) |

|                                |           |              |
| Giménez 73’, 90+2’ Pulisic 79’ | Marcatori | 49’ Orsolini |

| Arbitro: | Piccinini (Forlì) |

|                                      |           |                |
| Mancini 3’ Paredes 58’ Cristante 87’ | Marcatori | 39’ João Félix |

| Arbitro: | Rutella (Enna) |

|                           |           |  |
| Gabbia 64’ João Félix 74’ | Marcatori |  |

### Coppa Italia

#### Fase a eliminazione diretta
| Arbitro: | Bonacina (Bergamo) |

|                                                                    |           |                |
| Chukwueze 12’, 21’ Reijnders 17’ Leão 23’ Calabria 56’ Abraham 61’ | Marcatori | 59’ Mulattieri |

| Arbitro: | Piccinini (Forlì) |

|                                 |           |            |
| Abraham 16’, 42’ João Félix 71’ | Marcatori | 54’ Dovbyk |

| Arbitro: | Fabbri (Ravenna) |

|             |           |                |
| Abraham 47’ | Marcatori | 67’ Çalhanoğlu |

| Arbitro: | Doveri (Roma 1) |

|  |           |                              |
|  | Marcatori | 36’, 49’ Jović 85’ Reijnders |

| Arbitro: | Mariani (Aprilia) |

|  |           |           |
|  | Marcatori | 53’ Ndoye |

### UEFA Champions League

#### Fase campionato
| Arbitro: | Eskås |

|            |           |                                        |
| Pulisic 3’ | Marcatori | 23’ Konaté 41’ van Dijk 67’ Szoboszlai |

| Arbitro: | Schärer |

|              |           |  |
| Boniface 51’ | Marcatori |  |

| Arbitro: | Zwayer |

|                                |           |           |
| Pulisic 34’ Reijnders 61’, 71’ | Marcatori | 51’ Sabbe |

| Arbitro: | Vinčić |

|                     |           |                                    |
| Vinícius 23’ (rig.) | Marcatori | 12’ Thiaw 39’ Morata 73’ Reijnders |

| Arbitro: | Sánchez Martínez |

|                            |           |                                  |
| Barseġyan 24’ Marcelli 88’ | Marcatori | 21’ Pulisic 68’ Leão 71’ Abraham |

| Arbitro: | Gil Manzano |

|                      |           |              |
| Leão 42’ Abraham 87’ | Marcatori | 67’ Radonjić |

| Arbitro: | Stieler |

|          |           |  |
| Leão 37’ | Marcatori |  |

| Arbitro: | Letexier |

|                        |           |             |
| Baturina 19’ Pjaca 60’ | Marcatori | 53’ Pulisic |

#### Fase a eliminazione diretta
| Arbitro: | Sánchez Martínez |

|           |           |  |
| Paixão 3’ | Marcatori |  |

| Arbitro: | Marciniak |

|            |           |              |
| Giménez 1’ | Marcatori | 73’ Carranza |

### Supercoppa italiana
| Arbitro: | Colombo (Como) |

|            |           |                                     |
| Yıldız 21’ | Marcatori | 71’ (rig.) Pulisic 75’ (aut.) Gatti |

| Arbitro: | Sozza (Seregno) |

|                           |           |                                         |
| Martínez 45+1’ Taremi 47’ | Marcatori | 52’ Hernández 80’ Pulisic 90+3’ Abraham |

## Statistiche finali

### Statistiche di squadra
| Competizione        | Punti | In casa | In casa | In casa | In casa | In casa | In casa | In trasferta | In trasferta | In trasferta | In trasferta | In trasferta | In trasferta | In campo neutro | In campo neutro | In campo neutro | In campo neutro | In campo neutro | In campo neutro | Totale | Totale | Totale | Totale | Totale | Totale | DR  |
| Competizione        | Punti | G       | V       | N       | P       | Gf      | Gs      | G            | V            | N            | P            | Gf           | Gs           | G               | V               | N               | P               | Gf              | Gs              | G      | V      | N      | P      | Gf     | Gs     | DR  |
| ------------------- | ----- | ------- | ------- | ------- | ------- | ------- | ------- | ------------ | ------------ | ------------ | ------------ | ------------ | ------------ | --------------- | --------------- | --------------- | --------------- | --------------- | --------------- | ------ | ------ | ------ | ------ | ------ | ------ | --- |
| Serie A             | 63    | 19      | 9       | 7       | 3       | 30      | 16      | 19           | 9            | 2            | 8            | 31           | 27           | -               | -               | -               | -               | -               | -               | 38     | 18     | 9      | 11     | 61     | 43     | +18 |
| Coppa Italia        | -     | 3       | 2       | 1       | 0       | 10      | 3       | 1            | 1            | 0            | 0            | 3            | 0            | 1               | 0               | 0               | 1               | 0               | 1               | 5      | 3      | 1      | 1      | 13     | 4      | +9  |
| Supercoppa italiana | -     | -       | -       | -       | -       | -       | -       | -            | -            | -            | -            | -            | -            | 2               | 2               | 0               | 0               | 5               | 3               | 2      | 2      | 0      | 0      | 5      | 3      | +2  |
| Champions League    | 15    | 5       | 3       | 1       | 1       | 8       | 6       | 5            | 2            | 0            | 3            | 7            | 7            | -               | -               | -               | -               | -               | -               | 10     | 5      | 1      | 4      | 15     | 13     | +2  |
| Totale              | -     | 27      | 14      | 9       | 4       | 48      | 25      | 25           | 12           | 2            | 11           | 41           | 35           | 3               | 2               | 0               | 1               | 5               | 3               | 55     | 28     | 11     | 16     | 94     | 63     | +31 |

### Andamento in campionato
| Giornata  | 1 | 2  | 3  | 4  | 5 | 6 | 7 | 8 | 9 | 10 | 11 | 12 | 13 | 14 | 15 | 16 | 17 | 18 | 19 | 20 | 21 | 22 | 23 | 24 | 25 | 26 | 27 | 28 | 29 | 30 | 31 | 32 | 33 | 34 | 35 | 36 | 37 | 38 |
| --------- | - | -- | -- | -- | - | - | - | - | - | -- | -- | -- | -- | -- | -- | -- | -- | -- | -- | -- | -- | -- | -- | -- | -- | -- | -- | -- | -- | -- | -- | -- | -- | -- | -- | -- | -- | -- |
| Luogo     | C | T  | T  | C  | T | C | T | C | T | C  | T  | T  | C  | C  | T  | C  | T  | C  | T  | C  | T  | C  | C  | T  | C  | T  | C  | T  | C  | T  | C  | T  | C  | T  | T  | C  | T  | C  |
| Risultato | N | P  | N  | V  | V | V | P | V | P | P  | V  | N  | N  | V  | P  | N  | V  | N  | V  | N  | P  | V  | N  | V  | V  | P  | P  | V  | V  | P  | N  | V  | P  | V  | V  | V  | P  | V  |
| Posizione | 5 | 14 | 14 | 10 | 6 | 3 | 6 | 4 | 8 | 8  | 7  | 7  | 7  | 7  | 7  | 8  | 8  | 8  | 7  | 7  | 8  | 7  | 8  | 7  | 7  | 7  | 9  | 9  | 9  | 9  | 9  | 9  | 9  | 9  | 9  | 8  | 9  | 8  |

Legenda:

Luogo: C = Casa; T = Trasferta. Risultato: R = Rinviata; V = Vittoria; N = Pareggio; P = Sconfitta.

### Statistiche dei giocatori
| Giocatore       | Serie A  | Serie A | Serie A     | Serie A    | Coppa Italia | Coppa Italia | Coppa Italia | Coppa Italia | Supercoppa Italiana | Supercoppa Italiana | Supercoppa Italiana | Supercoppa Italiana | Champions League | Champions League | Champions League | Champions League | Totale   | Totale | Totale      | Totale     |
| Giocatore       | Presenze | Reti    | Ammonizioni | Espulsioni | Presenze     | Reti         | Ammonizioni  | Espulsioni   | Presenze            | Reti                | Ammonizioni         | Espulsioni          | Presenze         | Reti             | Ammonizioni      | Espulsioni       | Presenze | Reti   | Ammonizioni | Espulsioni |
| --------------- | -------- | ------- | ----------- | ---------- | ------------ | ------------ | ------------ | ------------ | ------------------- | ------------------- | ------------------- | ------------------- | ---------------- | ---------------- | ---------------- | ---------------- | -------- | ------ | ----------- | ---------- |
| T. Abraham      | 29       | 3       | 1           | 0          | 5            | 4            | 0            | 0            | 2                   | 1                   | 0                   | 0                   | 8                | 2                | 0                | 0                | 44       | 10     | 1           | 0          |
| D. Bartesaghi   | 4        | 0       | 0           | 1          | 2            | 0            | 0            | 0            | 0                   | 0                   | 0                   | 0                   | 1                | 0                | 0                | 0                | 7        | 0      | 0           | 1          |
| I. Bennacer     | 6        | 0       | 2           | 0          | 0            | 0            | 0            | 0            | 1                   | 0                   | 0                   | 0                   | 1                | 0                | 0                | 0                | 8        | 0      | 2           | 0          |
| W. Bondo        | 4        | 0       | 1           | 0          | 1            | 0            | 0            | 0            | 0                   | 0                   | 0                   | 0                   | 0                | 0                | 0                | 0                | 5        | 0      | 1           | 0          |
| D. Calabria     | 7        | 0       | 1           | 0          | 1            | 1            | 0            | 0            | 1                   | 0                   | 0                   | 0                   | 5                | 0                | 2                | 0                | 14       | 1      | 3           | 0          |
| F. Camarda      | 10       | 0       | 0           | 0          | 0            | 0            | 0            | 0            | 0                   | 0                   | 0                   | 0                   | 4                | 0                | 1                | 0                | 14       | 0      | 1           | 0          |
| S. Chukwueze    | 26       | 3       | 0           | 0          | 2            | 2            | 0            | 0            | 0                   | 0                   | 0                   | 0                   | 7                | 0                | 2                | 0                | 35       | 5      | 2           | 0          |
| J. Félix        | 15       | 2       | 3           | 0          | 4            | 1            | 0            | 0            | 0                   | 0                   | 0                   | 0                   | 2                | 0                | 1                | 0                | 21       | 3      | 4           | 0          |
| A. Florenzi     | 1        | 0       | 0           | 0          | 0            | 0            | 0            | 0            | 0                   | 0                   | 0                   | 0                   | 0                | 0                | 0                | 0                | 1        | 0      | 0           | 0          |
| Y. Fofana       | 35       | 1       | 5           | 0          | 5            | 0            | 0            | 0            | 2                   | 0                   | 0                   | 0                   | 10               | 0                | 2                | 0                | 52       | 1      | 7           | 0          |
| M. Gabbia       | 26       | 2       | 4           | 0          | 2            | 0            | 0            | 0            | 1                   | 0                   | 0                   | 0                   | 6                | 0                | 1                | 0                | 35       | 2      | 5           | 0          |
| S. Giménez      | 14       | 5       | 3           | 1          | 2            | 0            | 0            | 0            | 0                   | 0                   | 0                   | 0                   | 2                | 1                | 0                | 0                | 18       | 6      | 3           | 1          |
| T. Hernández    | 33       | 4       | 4           | 1          | 4            | 0            | 1            | 0            | 2                   | 1                   | 0                   | 0                   | 10               | 0                | 4                | 1                | 49       | 5      | 9           | 2          |
| A. Jiménez      | 22       | 0       | 6           | 0          | 4            | 0            | 0            | 0            | 2                   | 0                   | 0                   | 0                   | 0                | 0                | 0                | 0                | 28       | 0      | 6           | 0          |
| L. Jović        | 15       | 2       | 1           | 0          | 2            | 2            | 0            | 0            | 0                   | 0                   | 0                   | 0                   | 0                | 0                | 0                | 0                | 17       | 4      | 1           | 0          |
| R. Leão         | 34       | 8       | 5           | 0          | 5            | 1            | 0            | 0            | 1                   | 0                   | 0                   | 0                   | 10               | 3                | 2                | 0                | 50       | 12     | 7           | 0          |
| M. Liberali     | 1        | 0       | 0           | 0          | 0            | 0            | 0            | 0            | -                   | -                   | -                   | -                   | 0                | 0                | 0                | 0                | 1        | 0      | 0           | 0          |
| R. Loftus-Cheek | 19       | 0       | 3           | 0          | 2            | 0            | 0            | 0            | 1                   | 0                   | 0                   | 0                   | 6                | 0                | 0                | 0                | 28       | 0      | 3           | 0          |
| M. Maignan      | 37       | -41     | 0           | 0          | 4            | -3           | 0            | 0            | 2                   | -3                  | 0                   | 0                   | 10               | -12              | 1                | 0                | 53       | -59    | 1           | 0          |
| Á. Morata       | 16       | 5       | 5           | 0          | 0            | 0            | 0            | 0            | 2                   | 0                   | 0                   | 0                   | 7                | 1                | 3                | 0                | 25       | 6      | 8           | 0          |
| Y. Musah        | 29       | 0       | 5           | 0          | 2            | 0            | 0            | 0            | 2                   | 0                   | 0                   | 0                   | 7                | 0                | 3                | 1                | 40       | 0      | 8           | 1          |
| B. Omoregbe     | 1        | 0       | 0           | 0          | 0            | 0            | 0            | 0            | 0                   | 0                   | 0                   | 0                   | 0                | 0                | 0                | 0                | 1        | 0      | 0           | 0          |
| N. Okafor       | 11       | 1       | 0           | 0          | 1            | 0            | 0            | 0            | 0                   | 0                   | 0                   | 0                   | 5                | 0                | 0                | 0                | 17       | 1      | 0           | 0          |
| S. Pavlović     | 24       | 2       | 3           | 1          | 4            | 0            | 0            | 0            | 0                   | 0                   | 0                   | 0                   | 7                | 0                | 0                | 0                | 35       | 2      | 3           | 1          |
| C. Pulisic      | 34       | 11      | 1           | 0          | 5            | 0            | 1            | 0            | 2                   | 2                   | 1                   | 0                   | 9                | 4                | 1                | 0                | 50       | 17     | 4           | 0          |
| T. Reijnders    | 37       | 10      | 2           | 1          | 5            | 2            | 1            | 0            | 2                   | 0                   | 0                   | 0                   | 10               | 3                | 0                | 0                | 54       | 15     | 3           | 1          |
| E. Royal        | 17       | 0       | 3           | 0          | 0            | 0            | 0            | 0            | 2                   | 0                   | 1                   | 0                   | 7                | 0                | 0                | 0                | 26       | 0      | 4           | 0          |
| A. Saelemaekers | 1        | 0       | 0           | 0          | -            | -            | -            | -            | -                   | -                   | -                   | -                   | -                | -                | -                | -                | 1        | 0      | 0           | 0          |
| R. Sottil       | 6        | 0       | 0           | 0          | 2            | 0            | 0            | 0            | 0                   | 0                   | 0                   | 0                   | 0                | 0                | 0                | 0                | 8        | 0      | 0           | 0          |
| M. Sportiello   | 2        | -2      | 0           | 0          | 1            | -0           | 0            | 0            | 0                   | -0                  | 0                   | 0                   | 0                | -0               | 0                | 0                | 3        | -2     | 0           | 0          |
| F. Terracciano  | 13       | 0       | 3           | 0          | 1            | 0            | 1            | 0            | 1                   | 0                   | 0                   | 0                   | 2                | 0                | 0                | 0                | 17       | 0      | 4           | 0          |
| M. Thiaw        | 22       | 0       | 2           | 0          | 2            | 0            | 0            | 0            | 2                   | 0                   | 0                   | 0                   | 5                | 1                | 1                | 0                | 31       | 1      | 3           | 0          |
| F. Tomori       | 22       | 0       | 4           | 1          | 4            | 0            | 1            | 0            | 2                   | 0                   | 1                   | 0                   | 7                | 0                | 1                | 0                | 35       | 0      | 7           | 1          |
| L. Torriani     | 0        | -0      | 0           | 0          | 1            | -1           | 0            | 0            | 0                   | -0                  | 0                   | 0                   | 1                | -1               | 0                | 0                | 2        | -2     | 0           | 0          |
| K. Walker       | 11       | 0       | 1           | 0          | 3            | 0            | 0            | 0            | 0                   | 0                   | 0                   | 0                   | 2                | 0                | 0                | 0                | 16       | 0      | 1           | 0          |
| K. Zeroli       | 1        | 0       | 0           | 0          | 0            | 0            | 0            | 0            | 0                   | 0                   | 0                   | 0                   | 0                | 0                | 0                | 0                | 1        | 0      | 0           | 0          |

## Giovanili

### Organigramma
- Responsabile tecnico: Vincenzo Vergine

Primavera
- Allenatore: Federico Guidi[100]

### Piazzamenti
- Primavera: 
  - Campionato: 6° posto[101]
  - Coppa Italia: finalista
  - UEFA Youth League: 27° posto
- Under-18:
  - Campionato: 16° posto
- Under-17:
  - Campionato: 2° posto
- Under-16:
  - Campionato: 5° posto
- Under-15:
  - Campionato: 2° posto